# Mata River
Der Mata River ist ein Fluss im Osten der Nordinsel Neuseelands.

## Geographie
Er entspringt an der Westflanke des 1322 m hohen Teritua und fließt zunächst in südlicher, dann in östlicher Richtung bis zu einem Punkt nördlich des 689 m hohen Mangamāunu. Von dort fließt er mit vielen Windungen in einer generell nordöstlichen Richtung bis zum Zusammenfluss mit dem Tapuaeroa River, wo sich beide Flüsse zum Waiapu River vereinigen, der etwa 25 km nordöstlich in den Pazifik mündet. Der Mata River nimmt das Wasser zahlreicher Bäche sowie des Waitahaia River, Aorangiwai River und Ihungia River auf und entwässert somit weite Teile der Südostseite der Raukumara Range.
Als einer der Hauptflüsse des 1734 km² großen Einzugsgebietes des Waiapu River gehört der Mata River zu dem Flusssystem der Region Gisborne, welches am stärksten mit Sedimenten belastet ist. Die jährlich ausgetragene Masse beträgt 36 Millionen Tonnen.

## Infrastruktur
Wenige Kilometer östlich der Mündung des Mata River liegt die Ortschaft Ruatoria, die über den New Zealand State Highway 35 angeschlossen ist. Der SH 35 folgt dem unteren Verlauf des Mata River für wenige Kilometer, bevor er Richtung Ostküste zur Ortschaft Te Puia Springs abbiegt. Im mittleren Flussteil kreuzen die Ihungia Road sowie die Mata Road den Fluss. Auch der obere Verlauf ist über das Straßennetz zugänglich.